# Gil Andersen

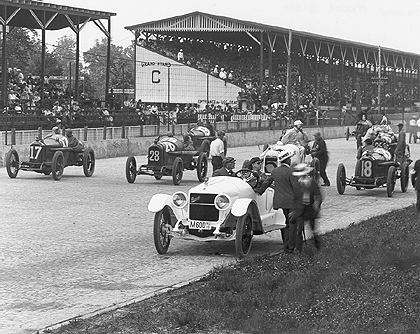
Andersen az 1916-os Indianapolisi 500 rajtjánál. (28-as autó)

Gil Andersen (Horten, 1879. november 27. – Logansport, Indiana, 1935. július 26.) norvég-amerikai autóversenyző.
Norvégiában született, de később amerikai állampolgárságot kapott.

## Pályafutása
Jelen volt az első hat Indianapolisi 500 mérföldes autóversenyen 1911 és 1916 között. Az első versenyen, 1911-ben ő volt a mezőnyben az egyetlen nem amerikai pilóta. 1912-ben megszerezte a pole pozíciót, ám a nyolcvanadik körben baleset miatt kiesett. Az 1915-ös futamon az olasz Ralph DePalma és a brit Dario Resta mögött a harmadik helyen ért célba.

## Eredményei

### Indy 500
| Év       | Autó     | Rajthely | Eredmény | Körök | Élen | Kiesés oka |
| -------- | -------- | -------- | -------- | ----- | ---- | ---------- |
| 1911     | 10       | 10       | 11       | 200   | 0    |            |
| 1912     | 1        | 1        | 16       | 80    | 0    | Baleset    |
| 1913     | 3        | 14       | 12       | 187   | 18   |            |
| 1914     | 24       | 16       | 26       | 42    | 0    |            |
| 1915     | 5        | 5        | 3        | 200   | 26   |            |
| 1916     | 28       | 3        | 13       | 75    | 0    |            |
| Összesen | Összesen | Összesen | Összesen | 784   | 44   |            |

| Rajtok   | 6 |
| Pole p.  | 1 |
| Első sor | 2 |
| Győzelem | 0 |
| Top 5    | 1 |
| Top 10   | 1 |
| Kiesett  | 4 |

## Fordítás
- Ez a szócikk részben vagy egészben  a   Gil Andersen című angol Wikipédia-szócikk fordításán alapul.  Az eredeti cikk szerkesztőit annak laptörténete sorolja fel. Ez a jelzés csupán a megfogalmazás eredetét és a szerzői jogokat jelzi, nem szolgál a cikkben szereplő információk forrásmegjelöléseként.